# Episodi de Il principe dei draghi (sesta stagione)
La sesta stagione della serie animata Il principe dei draghi (The Dragon Prince), nota anche come Libro 6: Stelle, è composta da 9 episodi ed è stata trasmessa su Netflix il 26 luglio 2024.
| Nº | Titolo originale      | Titolo italiano        | Prima pubblicazione |
| -- | --------------------- | ---------------------- | ------------------- |
| 1  | Startouched           | Il tocco delle stelle  | 26 luglio 2024      |
| 2  | Love, War & Mushrooms | Amore, guerra e funghi | 26 luglio 2024      |
| 3  | The Frozen Ship       | La nave congelata      | 26 luglio 2024      |
| 4  | The Starscraper       | Il Grattastelle        | 26 luglio 2024      |
| 5  | Moonless Night        | Notte senza luna       | 26 luglio 2024      |
| 6  | Moment of Truth       | Momento della verità   | 26 luglio 2024      |
| 7  | The Red Wedding       | Le nozze rosse         | 26 luglio 2024      |
| 8  | We All Fall Down      | Tutti giù per terra    | 26 luglio 2024      |
| 9  | Stardust              | Polvere di stelle      | 26 luglio 2024      |

## Il tocco delle stelle
- Titolo originale: Startouched
- Diretto da: George Samilski
- Scritto da: Aaron Ehasz e Justin Richmond

Terry trova Viren, che è sorprendentemente vivo. Viren si ricongiunge a Claudia, solo per scoprire che ha completato il rituale sacrificando l'Essere per riportarlo indietro. Sbalordito da ciò che Claudia ha sacrificato per il suo bene, e determinato a cercare la redenzione, Viren lascia lei e Terry, contro le suppliche di Claudia. A Katolis, il consiglio reale discute cosa fare con la perla che contiene la prigione di Aaravos; Callum suggerisce di distruggerla, mentre Ezran suggerisce di tenerla al sicuro a Katolis. Quella notte, Callum cade brevemente sotto il controllo diretto di Aaravos. Determinato a porre fine alla sua minaccia, e dopo aver creato una perla esca, lui, accompagnato da Rayla, Stella e Sneezles, lascia Katolis per viaggiare al Grattastelle per incontrare gli Elfi Celestiali, una tribù di elfi ala del cielo che venerano le stelle, per scoprire come distruggere la perla, mentre Soren, Zym, Pyrrah e Cappello partono alla ricerca della ancora scomparsa Zubeia.

## Amore, guerra e funghi
- Titolo originale: Love, War & Mushrooms
- Diretta da: George Samilski
- Scritto da: Paige VanTassell

Il gruppo di Soren si reca a Lux Aurea per chiedere aiuto a Corvus per rintracciare Zubeia. Incontrano Mukho, il Mago dei Funghi, che li conduce dalla regina dei draghi. Mentre Zubeia è felice di vedere suo figlio, non è ancora in grado di unirsi a lui, poiché la sua infezione ha bisogno di più tempo per guarire completamente. Janai è consumata dalla rabbia e dall'insicurezza innescate dal tradimento di Miyana finché Amaya non riesce a ripristinare la sua sicurezza. Mentre Karim raduna i suoi seguaci per combattere per la sua idea di supremazia della cultura degli Elfi del Fuoco del Sole, Janai chiede fiducia e unità al suo popolo rimanente e ai loro alleati umani e progetta di anticipare il suo matrimonio con Amaya.

## La nave congelata
- Titolo originale: The Frozen Ship
- Diretto da: George Samilski
- Scritto da: Aaron Ehasz e Justin Richmond

Scoraggiata dalla partenza del padre, Claudia si affida completamente alle cure di Terry, che le costruisce una gamba protesica in legno. Per raggiungere il Grattastelle, Callum e Rayla devono attraversare un vasto lago ghiacciato. Si imbattono in una nave naufragata intrappolata nel ghiaccio e, mentre Rayla la esplora, trova il diario del suo capitano, Esmerelda Skall, in cui scriveva dei suoi rimpianti per non aver confessato i suoi sentimenti all'amore della sua vita. Callum e Rayla sono costretti a trascorrere la notte all'interno del relitto; mentre iniziano ad aprirsi l'uno all'altra, Callum confessa il suo uso della magia oscura a bordo della Zampa del mare. Durante la discussione che ne consegue, un incendio viene accidentalmente innescato e la nave affonda sotto il ghiaccio, costringendo Callum e Rayla ad abbandonarla. Callum ottiene da Rayla la promessa che dovrà ucciderlo se Aaravos lo prenderà. Nel frattempo, Viren arriva a Katolis e si arrende.

## Il Grattastelle
- Titolo originale: The Starscraper
- Diretto da: George Samilski
- Scritto da: Joe Corcoran & Eugene Ramos

Raggiunto il Grattastelle, Callum e Rayla vi entrano, dove l'Anziano degli Elfi Celestiali dice loro che gli Elfi tocco di stella sono in realtà manifestazioni fisiche delle stelle stesse, non possono essere uccisi in modo permanente e che la Lama Fiammante distrugge solo i loro vascelli fisici, che si riformano col tempo; motivo per cui Aaravos è stato imprigionato e non eliminato. Tuttavia, Callum e Rayla scoprono di essere i "Due Prescelti", figure centrali di una profezia che promette agli Elfi Celestiali la capacità di vedere la luce delle stelle, che è sacra per loro, uccidendo un behemoth di ghiaccio che avvolge il cielo sopra il Grattastelle con una tempesta di ghiaccio perpetua. Claudia inizia a sentirsi combattuta tra liberare Aaravos o allontanarsi dalla magia oscura e decide di incontrare suo padre per cercare di riconciliarsi con lui e giungere a una decisione. Karim porta il Seme del Sole a Sol Regem, che accetta di aiutarlo una volta che le sue ali saranno guarite al posto dei suoi occhi. Al ritorno a Katolis, Soren viene a sapere del ritorno di suo padre.

## Notte senza luna
- Titolo originale: Moonless Night
- Diretto da: George Samilski
- Scritto da: Devon Giehl & Iain Hendry

Soren fa visita al padre nella prigione, dove Viren esprime il suo sincero rammarico, ma viene ignorato dal figlio. Nonostante lo scetticismo di Rayla, Callum decide di aiutare gli Elfi Celestiali. Mentre affrontano il behemoth di ghiaccio, Rayla si rende conto che la creatura è Esmeray, l'ex compagno della defunta arcidragonessa Luna Tenebris e che crea tempeste di ghiaccio nel suo dolore per la sua perdita. Rayla calma la creatura, ponendo fine alla tempesta e realizzando la profezia; in cambio, gli Elfi Celestiali riconoscenti donano loro la Corona dei Cieli, incastonata con tre rari diamanti quasar, che consentirebbero a Rayla di liberare i suoi genitori e Ruunan dalla loro prigionia. Kosmo, uno degli elfi, riceve il dono della profezia, ma quando vede Callum, vede l'oscurità consumarlo nel futuro. Nella sua prigione, Aaravos si sente soddisfatto di poter usare Callum o Viren per assicurarsi la liberazione.

## Momento della verità
- Titolo originale: Moment of Truth
- Diretto da: George Samilski
- Scritto da: Aaron Ehasz & Justin Richmond

Kosmo scopre che la perla che Rayla e Callum hanno portato con sé è la sua controparte esca, probabilmente scambiata con l'originale a causa dell'influenza di Aaravos su Callum. Dopo aver visto un futuro in cui Callum sprofonda in una depressione totale per il suo fallimento, Kosmo decide di nascondere la verità. Con la guida di Kosmo e di sua sorella Astrid, Callum si sottopone a un rituale per aiutarlo a reprimere la corruzione oscura lasciandogli trovare la sua verità più intima. Ciò lo spinge a perdonare Rayla per la sua assenza di due anni e riaffermano il loro amore. A Katolis, Viren scrive una lettera a Soren, confessando come ha deciso di usare la magia oscura per salvare suo figlio, che era gravemente malato durante l'infanzia; come ha tradito e maledetto il suo ex mentore Kpp'Ar per ottenere questo potere; e come le sue azioni hanno distrutto la loro famiglia. Ma dopo aver visto Soren, distrugge la sua confessione, decidendo che questa verità avrebbe causato ancora più danni tra loro.

## Le nozze rosse
- Titolo originale: The Red Wedding
- Diretto da: George Samilski
- Scritto da: Aaron Ehasz, Justin Richmond e Michal Schick

Dopo essersi congedati dal Grattastelle, Callum e Rayla viaggiano nell'aria per tornare al Nexus della Luna per consentire la liberazione dei genitori di Rayla. Proprio mentre Janai e Amaya si preparano per le nozze, Karim e il suo esercito di rinnegati marciano su Lux Aurea. Ezran, Corvus e Aanya, che hanno partecipato alle nozze, cercano di negoziare, ma Karim li imprigiona una volta che si rendono conto del ruolo di Sol Regem nei suoi piani. Con l'aiuto di Zym e Aanya, Ezran scappa ma non riesce ad avvisare Amaya e Janai in tempo. Mentre inizia la battaglia tra gli eserciti di Janai e Karim, un Karim fiducioso presume una facile vittoria con Sol Regem dalla sua parte, ma l'arcidrago non arriva mai e l'esercito di Karim viene rapidamente sopraffatto. Invece di aiutare Karim, Sol Regem vola via per attaccare i regni umani, iniziando da Katolis.

## Tutti giù per terra
- Titolo originale: We All Fall Down
- Diretto da: George Samilski
- Scritto da: Aaron Ehasz e Justin Richmond

Con Pharos che lo cavalca, Sol Regem assalta la capitale di Katolis e Soren ordina l'evacuazione della città e libera suo padre dalla prigione in modo che possa aiutare a difendere il loro popolo. Nonostante la sua riluttanza a usare ancora una volta la magia oscura, Viren usa un incantesimo per proteggere la gente dal fuoco di Sol Regem, sacrificando la sua stessa vita per potenziarlo. Dopo la distruzione di Katolis, mentre Sol Regem giace morente per le ferite riportate nell'attacco, Aaravos possiede Pharos e lo deride, rivelando che in precedenza aveva ingannato l'arcidrago inducendolo a uccidere la sua stessa compagna per sfruttare la sua rabbia. Infuriato per l'inganno, Sol Regem divora Pharos ma poi soffoca sul suo corpo. Claudia e Terry arrivano a Katolis e mentre Claudia piange sul corpo di suo padre, Aaravos la raggiunge e le dice che può onorare suo padre lanciando l'incantesimo per liberarlo dalla sua prigione. Callum e Rayla arrivano al Nexus della Luna, dove incontrano Lujanne e Allen; Lujanne scopre che uno dei diamanti quasar che hanno ricevuto è falso, il che limita fortemente la scelta di Rayla su chi può liberare dalle monete maledette.

## Polvere di stelle
- Titolo originale: Stardust
- Diretto da: George Samilski
- Scritto da: Aaron Ehasz, Justin Richmond, Devon Giehl e Iain Hendry

Al Nexus della Luna, Rayla scende nel mondo degli spiriti per trovare la sua famiglia. Dopo aver incontrato e raccontato ai suoi genitori come il loro sacrificio ha salvato il principe dei draghi, Tiadrin e Lain danno a Rayla le loro benedizioni e passano pacificamente all'aldilà. Rayla recupera quindi l'anima frammentata di Ruunan e lo riporta nel mondo dei vivi, dove Callum utilizza uno dei due diamanti quasar in un rituale che lo libera dalla moneta maledetta. Sia Callum che Ezran vengono a sapere dell'attacco a Katolis. Nel frattempo, Aaravos rivela a Claudia e Terry che la pietra incastonata nel bastone di Viren è in realtà il terzo diamante quasar camuffato ed è uno dei degli ingredienti per l'incantesimo per liberarlo; ma il primo tentativo di Claudia di liberare Aaravos fallisce perché ha bisogno dell'amore per lanciare l'incantesimo. Aaravos racconta a lei e a Terry della sua amata figlia Leola e di come è stata condannata a morte dal consiglio degli elfi tocco di stella per aver insegnato involontariamente la magia agli umani e aver così "sconvolto l'ordine cosmico". Con il cuore spezzato, Aaravos decise di rimanere in vita per vendicarsi; ciò lo spinse ad insegnare agli umani la magia oscura e a scatenare le varie crisi del mondo nel corso del tempo. Commossa dal racconto, Claudia lancia con successo l'incantesimo, liberando Aaravos e ripristinando la sua forma fisica.